# Alice Waters
Alice Waters (Chatham Borough, Nueva Jersey, 28 de abril de 1944) es una chef, activista, educadora y escritora estadounidense. Es fundadora y propietaria del restaurante Chez Panisse en Berkeley, California. Ha sido pionera del movimiento Slow food y desde 2002 es la vicepresidenta internacional de esta organización dedicada a preservar las tradicionales alimentarias locales, proteger la biodiversidad y promover productos de calidad a pequeña escala y la agricultura sostenible a nivel mundial.
Los libros que ha publicado, las iniciativas de su Fundación Chez Panisse creada en 1996 y el programa The Edible Schoolyard Project, dedicado a enseñar a los niños el valor de una alimentación sana, han inspirado proyectos similares en todo el país y en muchos otros lugares del mundo.

## Biografía
Alice Waters estudió Filología Francesa en la Universidad de California en Berkeley. Durante sus estudios tuvo la oportunidad de pasar un tiempo en Francia, cuando los mercados a pie de calle vendían solo productos frescos y locales. Allí aprendió a comer, probó sabores que la despertaron y descubrió la relación que existe entre la comida y la comunidad. Después de graduarse en 1967, estudió en la Escuela Montessori de Londres, método educativo creado por Maria Montessori, que influyó en la idea de Waters sobre la educación alimentaria, involucrando a los niños en la preparación de sus propios alimentos desde su cultivo hasta su consumo.
Después de formarse en Londres, viajó a Turquía y vivió experiencias a las que atribuye su enfoque de la hospitalidad, la generosidad y el respeto por las comunidades locales. En Francia, continuó empapándose de la inspiración que le llevó a abrir Chez Panisse en 1971, luego de volver a Estados Unidos para traer consigo el concepto de cocina fresca de mercado o de la granja a la mesa, pero empleando los productos locales disponibles en el norte de California. Esta manera de entender el origen de los alimentos le llevó a afirmar que la comida es una forma de ver la vida y no solo una necesidad fisiológica.
Dos de sus grandes influencias han sido Elizabeth David y Richard Olney, por su cocina sencilla y rústica. Fue él quien presentó a Waters a Lucien y Lulu Peyraud, propietarios del viñedo Domaine Tempier en Provenza, su cocina y sus menús influyeron significativamente en la cocina de Waters.

## Chez Panisse

### Producto orgánico, local y de temporada
Cuando volvió a EE. UU. pensó que si abría un restaurante podría recrear los sabores que aprendió a amar en Francia. Con poco capital y sin experiencia en restauración, el 28 de agosto de 1971 Chez Panisse abrió sus puertas, con un equipo sin entrenamiento, un menú que cambiaba cada día y la visión que para muchos parecía insostenible: cocinar únicamente a partir de productos locales y de temporada.
Waters tomó el nombre en honor a un personaje de una trilogía de películas de Marcel Pagnol y desde el principio, el proyecto se desarrolló como un esfuerzo de colaboración con la idea de ofrecer una alternativa de calidad a la comida rápida y a los productos altamente procesados, que en ese momento empezaba a extenderse por todo el país. Alice Waters contó que fue en aquel momento cuando se percató de la gran dificultad que suponía encontrar productos de la calidad que ella pedía. Su persistente búsqueda por el sabor, dado por la temporalidad del producto, dio como consecuencia la paulatina construcción de una red de agricultores, artesanos y productores excepcionales con los que compartía los mismos valores. Uno de ellos fue Bob Cannard quien asegura que Alice estaba determinada a ganarse a la gente con su comida, quería que se enamoraran como ella lo hizo.
Chez Panisse fusionó alta cocina con ingredientes de mucha calidad. Es un restaurante que ha inspirado a innumerables chefs y cocineros, lo cual ha forjado un movimiento de cocina simple que fue clave en la evolución de la gastronomía californiana. En palabras de Ruth Reichl, «lo que Alice ha hecho es decirle al mundo: tenéis que empezar con buenos productos, y si tienes buenos productos, no necesitas mucha técnica. Si tienes un durazno en su punto ideal, no hay mucho más que hacer para mejorarlo. En 1970, esa fue la revolución». Esos principios exigentes mantuvieron al restaurante en una deuda constante durante sus primeros ocho años; se mantenía a flote gracias a préstamos de amigos. Aun así, la calidad de los productos debía ser la más alta. Muy pronto, los chefs de todo el país exigían lo mismo. Así, cuando Chez Panisse empezó a tener rentabilidad, finalmente Waters tuvo el tiempo de dedicarse a otros proyectos que intervenían en su activismo, así como pasar más tiempo con su única hija Fanny Singer, escritora y diseñadora. 
Chez Panisse, a sus cincuenta años de trayectoria, continúa siendo el punto de origen de lo que es ahora la cocina californiana.

## Activismo gastronómico
Los intereses de Waters se fueron expandiendo a un universo mucho más amplio. Empezó apoyando un proyecto llamado The Garden Project, en el que se cultivaban vegetales en la cárcel de San Francisco, ofreciendo trabajo a los prisioneros, así como un espacio donde trabajar cuando finalizara su tiempo de condena, donde empoderar a las personas con un trabajo digno y positivo; mientras que este proyecto continúa proveyendo a Chez Panisse y a otros restaurantes. En alguna ocasión, la psicóloga Katheryn Smith, le había explicado a Alice sobre el empoderamiento y ella pensó que tal vez esa misma experiencia con los prisioneros podría funcionar en una escuela con niños y adolescentes, y posiblemente, llegar a ser una experiencia transformadora.
En 1996, con motivo del 25 aniversario del restaurante, Waters creó la Fundación Chez Panisse, una organización apoyada públicamente, con el objetivo de financiar programas en el área de San Francisco que apoyaran a la agricultura responsable y transformar la educación pública mediante la alimentación. La Fundación ha trabajado con el Distrito Escolar Unificado de Berkeley para desarrollar un plan de estudios que se integre con los servicios de comedor escolar e incorpore cultivar, cocinar y compartir en la mesa y diariamente, con el fin de construir un futuro más humano y sostenible para las nuevas generaciones.
De la mano de la Fundación llegó The Edible Schoolyard Project. «Apenas estamos cayendo en la cuenta de que puede ser que la comida que ingerimos nos esté haciendo daño. La idea de salud y comida no se ha planteada seriamente aunque esto es algo que ha estado presente en la civilización humana desde sus inicios y aún así apenas estamos planteando la posibilidad; además de que la cultura fast food nos ha dado amnesia total sobre lo que puede ser bueno para nosotros. Por ello debemos volver a aprender a comer como una nación, juntos, y la mejor manera es empezar con los más pequeños, en la escuela. Si un niño comprende en su comunidad cómo funciona el sistema alimentario, si comprende el impacto que puede tener la comida en su salud y el impacto en el medio ambiente, entonces existirá una generación que sea capaz de defenderse, de expresarse y de buscar un cambio real. Tenemos que hacerlo posible para todos. Se trata de enseñar, nutrir y empoderar a los jóvenes».
El trabajo de Waters en el proyecto Edible Schoolyard ha derivado en una iniciativa mucho más ambiciosa. La School Lunch Iniciative o Iniciativa de Almuerzos Escolares, es un proyecto colaborativo con el Center for Ecoliteracy en Berkeley, y tiene el objetivo más amplio de llevar a los niños en edad escolar a una nueva relación con la comida al hacer que una comida saludable, fresca y sostenible sea parte de la jornada escolar. También es el foco de una serie de estudios llevados a cabo por el Center for Weight and Health, en la Universidad de California.
En 2003, Waters ayudó a crear un proyecto para la Universidad Yale, llamado Yale Sustainable Food Project, que tiene como objetivo hacer de la alimentación sostenible una parte importante de la educación universitaria. El proyecto da mantenimiento a un huerto orgánico dentro del campus e integra productos locales y orgánicos en el programa del comedor universitario.
En marzo de 2020, como respuesta a la crisis sanitaria causada por la pandemia de COVID-19, Chez Panisse cerró temporalmente y de forma paralela, el equipo del restaurante creó un mercado al aire libre para ofrecer cajas de productos orgánicos semanales y alimentos preparados para apoyar a la comunidad del área de la bahía, al personal y a la red de productores que proveen al restaurante.
En 2021, Alice Waters participó del congreso internacional Diálogos de Cocina, donde recalcó que el término comida rápida no se refiere únicamente a la comida preparada de manera industrial y uniforme, sino a una cultura deshumanizada que valora por encima de todo la velocidad la velocidad, la disponibilidad inmediata, los precios bajos, la cantidad sobre la calidad y la falta de honestidad.

## Educación alimentaria
The Edible Schoolyard Project se estableció en 1995 a través de la Fundación Chez Panisse y ha logrado extenderse cada vez más. Uno de los argumentos de Alice sobre la educación alimentaria es que se requiere que ésta sea parte del currículum, así como lo fue la introducción de la educación física cuando John F. Kennedy estaba a cargo de la presidencia. «De la misma manera, creo que necesitamos la educación alimentaria en todas y cada una de las escuelas públicas de este país de un modo mucho más urgente. Somos lo que comemos y cuando comemos comida rápida, ultra procesada y excesivamente barata, pensamos de esa misma manera –rápido, barato y fácil–».
El proyecto The Edible Schoolyard se aplicó por primera vez en la Escuela Intermedia Martin Luther King Jr. de Berkeley. Contó Waters que cuando veía la escuela cada día cuando pasaba a un lado, con los grafitis en las ventanas y el césped quemado, pensó que estaba abandonada. La cafetería llevaba quince años sin uso porque eran tantos alumnos que simplemente era imposible alimentarlos. La mayoría de los niños no desayunaba ni almorzaba allí. Lo que imaginó fue un lugar donde los niños pudieran servirse el almuerzo que ellos mismos verían crecer. Ni la falta de financiación pública ni la extrema burocracia en las escuelas representarían un problema, y pensó como lo había hecho con el restaurante: «Si lo hacemos bien, el dinero llegará». En una charla entre Ruth Reichl y Alice Waters, que tuvo lugar en el Chicago Humanities Festival de 2014, Ruth le preguntó, si pudiera hacer un gran cambio, uno solo, ¿cuál sería? A lo que Waters respondió que sería el almuerzo escolar con ingredientes locales y de temporada, gratuito y para todos los niños. Al respecto, Alice Waters ha declarado:

No pagamos lo suficiente por la comida, en términos de salud, de medio ambiente, de felicidad, de comunidad, no tiene precio. Tenemos que darle un giro a la realidad y mostrarle a los niños, a las nuevas generaciones, que realmente nos importan. La comida barata nos envuelve y estamos tan inmersos en esta cultura de lo inmediato, lo fácil. Pero cuidar la tierra no es tan rápido. La cuestión es de dónde vienen los alimentos y empezar en kindergarden. Enseñar matemáticas y ciencias comiendo frambuesas. Digerir el conocimiento, literalmente. Es una idea extrema pero podría tener sentido, empoderar a los adolescentes a no dejar de estudiar, a crear comunidad, a liderar, a ser disciplinados.

The Edible Schoolyard se desarrolló en un espacio de 4000 m²,  entre el huerto y el taller de cocina. Lo primero que se llevó a cabo fue la plantación de un huerto en el patio de la escuela. Posteriormente, se instaló un salón de cocina, y para 2009 el proyecto había evolucionado como una gran herramienta educativa, aunque no funcionaba como una fuente de alimentos para el comedor escolar. "La idea es comer y cocinar con intención. Es una actividad que si con suerte, se repite dos o tres veces al día, todos comemos. Hay que comer con intención y con placer. Y las decisiones que tomamos sobre lo que nos llevamos a la boca tienen serias consecuencias hoy más que nunca. La falta de comprensión sobre lo que significa nutrir". Para Waters, lo más importante es el origen de la comida. Con el tiempo, ha comprobado que cuando los niños cultivan y cocinan, ese alimento se convierte en algo deseable y atractivo, se valora de forma diferente. Es una forma de despertar.
En 2005, la Fundación Chez Panisse otorgó una subvención a las escuelas de Berkeley para contratar a Ann Cooper como directora de Servicios de Nutrición del distrito. Cooper y la Fundación eliminaron casi todos los alimentos procesados e introdujeron frutas y verduras orgánicas en el menú diario, todo ello dentro del presupuesto del distrito. El proyecto se ha extendido para incluir afiliados en otras ciudades, como Nueva Orleans, Nueva York, San Francisco y Los Ángeles. La intención detrás de Edible Schoolyard ha sido la de persuadir al gobierno a incrementar fondos para mejorar los programas de alimentación escolar. Esta insistencia y dedicación indomable características de Alice Waters, de proveer opciones saludables y deliciosas desde el derecho educativo a los niños le ha otorgado a Waters el reconocimiento internacional y el respeto de muchas autoridades en distintas áreas y sectores socioculturales.
«Necesitamos educación pública alrededor de la agricultura y la cocina. Es aprender química mientras se hace composta o aprender de historia y geografía mientras se cocina un arroz». El gran propósito de The Edible Schoolyard Project es comprometerse con la educación pública lo que significa proveer a cada alumno de esta escuela de California, y eventualmente de todas las escuelas de EE. UU, acceso a una comida gratuita y sostenible, a partir de productos locales y de cercanía, de productores que cuidan la tierra y a sus empleados; y que las cafeterías y comedores escolares se conviertan en sitios para aprender sobre nutrición, administración y comunidad. La idea es que si se provee acceso gratuito a cada estudiante, su participación aumentará y también cambiará la experiencia de alimentarse. La igualdad importa en la comida, la igualdad de acceso. Un derecho, una conexión, una relación con la tierra, el entorno que nos rodea.

## Participación política
En la década de los sesenta, cuando estudiaba en la universidad, Berkeley fue epicentro del Movimiento de Libertad de Expresión. Ese idealismo y empoderamiento se ha reflejado a lo largo de toda su carrera: «En realidad sentíamos que podíamos cambiar el mundo. Aún lo siento» afirmó convencida de que es posible hacerlo a través de la comida porque "comer es un acto político".
En dos ocasiones, escribió una carta al Presidente de EE. UU. de aquella época, Bill Clinton. En una de ellas, escrita en 1995, solicitó al mandatario «ayudarnos a alimentar a nuestros niños llevándolos al otro lado de la mesa, donde podemos transmitir nuestros valores más humanos» y entre otras cosas pidió ayudar para extender la demanda por alimentos de agricultura sostenible, mejorando las condiciones de los productores, y para promover tal conocimiento como parte del programa de educación básica. No obtuvo respuesta.
Este es el modo de Alice Waters de sacudir el sistema alimentario, de manera increíblemente subversiva, a lo que ella llama una "revolución deliciosa".
En 1990, apareció en el programa de televisión de CBS 60 Minutes e hizo un llamado público al presidente Obama para que plantara un jardín orgánico en la Casa Blanca, con el propósito de catalizar el cambio en el sistema alimentario de Estados Unidos. Michelle Obama, junto con su campaña contra la obesidad Let's Move!, plantó el huerto orgánico ese mismo año.
La agenda actual incluye reformar el Programa de Almuerzos Escolares del Departamento de Agricultura de Estados Unidos (USDA School Lunch Program) para incluir frutas y verduras orgánicas y locales. Waters también apoyó en 2010 la Ley de Reautorización de Nutrición Infantil que en su día estableció el Programa de Desayunos Escolares y remarca que la buena comida es fundamental para un buen aprendizaje.

## Libros
Waters es autora de varios libros, entre los que destacan Chez Panisse Cooking, The Art of Simple Food I y II, y 40 Years of Chez Panisse. Sus memorias, Coming to my Senses: The Making of a Counterculture Cook, y su más reciente publicación We Are What We Eat: A Slow Food Manifiesto.
- Chez Panisse Menu Cookbook (1982)
- Chez Panisse Cooking (1994) con Paul Bertolli
- Chez Panisse Pasta, Pizza, Calzone (1995)
- Chez Panisse Vegetables (1996)
- Fanny at Chez Panisse: A Child's Restaurant Adventures with 46 Recipes (1997)
- Chez Panisse Cafe Cookbook (1999)
- California Fresh Harvest: A Seasonal Journey through Northern California (2001)
- Chez Panisse Fruit (2002)
- Slow Food: The Case for Taste (2001) con Carlo Petrini y William McCuaig
- The Art of Simple Food: Notes, Lessons, and Recipes from a Delicious Revolution (2007)
- The Edible Schoolyard (2008)
- In the Green Kitchen: Techniques to Learn by Heart (2010)
- Recipes and Lessons from a Delicious Cooking Revolution (2011)
- 40 Years of Chez Panisse: The Power of Gathering (2011)
- The Art of Simple Food II: Recipes, Flavor, and Inspiration from the New Kitchen Garden (2013)
- My Pantry: Homemade Ingredients that Make Simple Meals Your Own (2015)
- Fanny in France: Travel Adventures of a Chef's Daughter, with Recipes (2016)
- Coming to My Senses: The Making of a Counterculture Cook (2017)
- We Are What We Eat: A Slow Food Manifesto (2021)

## Premios y reconocimientos
- 1982: Who's Who Top 50 de la revista Cook's Magazine
- 1986: Les Meilleurs Chefs de Monde No. 10 de la revista Cuisine et Vins de France
- 1992: Best Chef in America y Best Restaurant in America (Chez Panisse) por la Fundación James Beard. Alice Waters fue la primera mujer en ser reconocida en esta categoría.[22]
- 1997: Humanitarian of the Year por la Fundación James Beard.
- 1998: Golden Plate Award por la American Academy of Achievement.
- 2000: Lifetime Achievement Award por la revista Bon Appétit.
- 2001: Best Restaurant in America (Chez Panisse) por la revista Gourmet.
- 2004: Lifetime Achievement por la Fundación James Beard, por el impacto positivo y duradero que su trabajo ha tenido en la forma en que se come, se cocina y se piensa sobre la comida en Estados Unidos.[23]
- 2004: Rachel Carson Award Honoree por la National Audubon Society.
- 2007: Lifetime Achievement Award por The World's 50 Best Restaurants.
- 2007: Elegida para formar parte de la American Academy of Arts and Sciences.
- 2008: Global Environmental Citizen Award junto a Kofi Annan por el Centro para la Salud y el Medio Ambiente Global de la Facultad de Medicina de Harvard.[24]
- 2008: Reconocida como parte de The California Hall of Fame.
- 2009: Nombrada Doctorada honoraria en Humanidades por la Universidad de Princeton.
- 2009: Admitida en la Legión de Honor de Francia.
- 2010: El libro Chez Panisse Menu Cookbook fue reconocido como uno de los mejores 50 libros de cocina de todos los tiempos por The Observer.
- 2007-2010: Chez Panisse obtuvo y mantuvo su primera estrella Michelin por la Guía Michelin.
- 2013: Obtuvo el premio Innovator's Award por The Wall Street Journal.
- 2014: Reconocida como parte de The New Jersey Hall of Fame.
- 2014: Nombrada como una de las personas más influyentes del mundo en la lista Time 100 de la revista Time.[25]
- 2014: Elegida a la American Philosophical Society.
- 2015: National Humanities Medal por el expresidente Barack Obama por el impacto que ha logrado a partir de su activismo gastronómico y el vínculo entre lo ético y lo comestible.[26]
- 2017: Reconocida como parte de The National Women's Hall of Fame.
- 2019: Parabere Care Award por su labor en el sector de la hospitalidad y su liderazgo. Parabere Forum es una plataforma internacional e independiente sin fines de lucro que presenta los puntos de vista y las voces de las mujeres sobre los principales problemas alimentarios.[27][28]
- Ha sido nombrada como una de las personas más influyentes del mundo en la lista Time 100.[25]